# Sedina
Sedina é um gênero de traça pertencente à família Arctiidae.